# Ettore Balestrero
Ettore Balestrero (* 21. prosince 1966 Janov) je italský římskokatolický duchovní, arcibiskup a diplomat.

## Život
Narodil se 21. prosince 1966 v Janově.
Vystudoval právo. Poté vstoupil do semináře Almo collegio Capranica v Římě. Po studiu teologie a kanonického práva byl 18. září 1993 kardinálem Camillem Ruinim vysvěcen na kněze a inkardinován do diecéze Řím. Studoval též na Papežské církevní akademii. Roku 1996 vstoupil do diplomatických služeb Svatého stolce. Působil na nunciaturách v Koreji, Mongolsku a Nizozemsku.
Roku 2001 přešel do služeb Státního sekretariátu. Dne 17. srpna 2008 jej papež Benedikt XVI. jmenoval podsekretářem sekce pro vztahy se státy. Tuto funkci vykonával 22. února 2013, kdy byl ustanoven apoštolským nunciem v Kolumbii a titulárním arcibiskupem z Victoriany. Biskupské svěcení přijal 27. dubna z rukou kardinála Tarcisia Bertoneho a spolusvětiteli byli kardinál Marc Ouellet a kardinál Fernando Filoni.
Na začátku roku 2018 byl apoštolský nuncius Konžské demokratické republiky Luis Mariano Montemayor označen za kritiku prezidenta Josepha Kabily personou non gratou a vrátil se do Říma. Po výměně vlády byl na jeho post 27. dubna 2019 jmenován arcibiskup Balestrero. Dne 21. června 2023 se stal stálým pozorovatelem Kanceláře Organizace spojených národů v Ženevě, při Světové obchodní organizaci a Mezinárodní organizaci pro migraci.